# ميرك سان ليفين
ميرك سان ليفين (بالفرنسية: Merck-Saint-Liévin)‏ هي بلدية تقع في إقليم باد كاليه من منطقة نور با دو كاليه في شمال فرنسا. تبلغ مساحة هذه المدينة 11.85 (كم²)، وترتفع عن سطح البحر 68 م، يبلغ عدد سكانها 569 نسمة حسب إحصاء المعهد الوطني للإحصاء والدراسات الاقتصادية سنة 2009 م. وترأس Francis Dhalleine البلدية خلال فترة (2008-2014).

## معرض صور

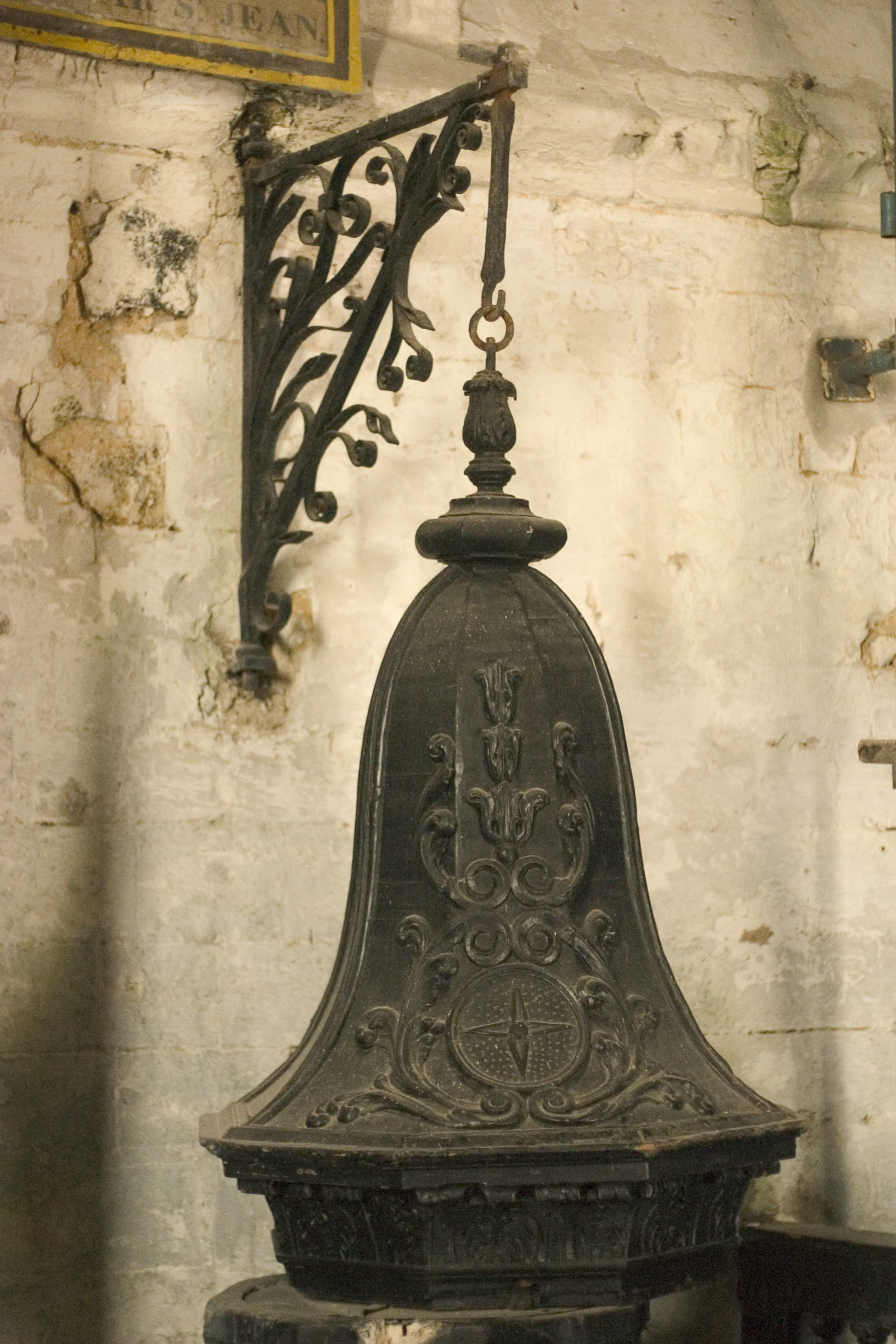
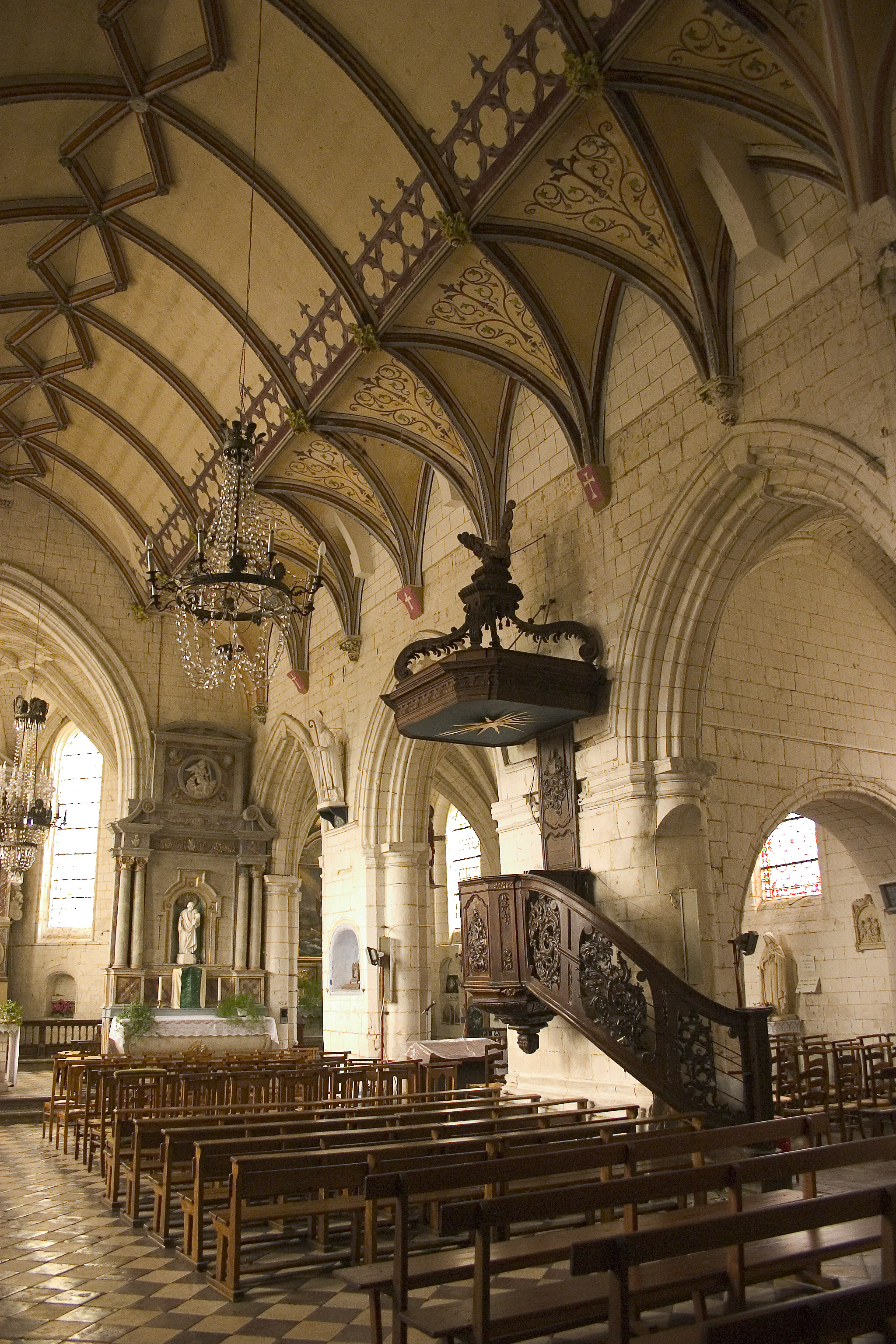
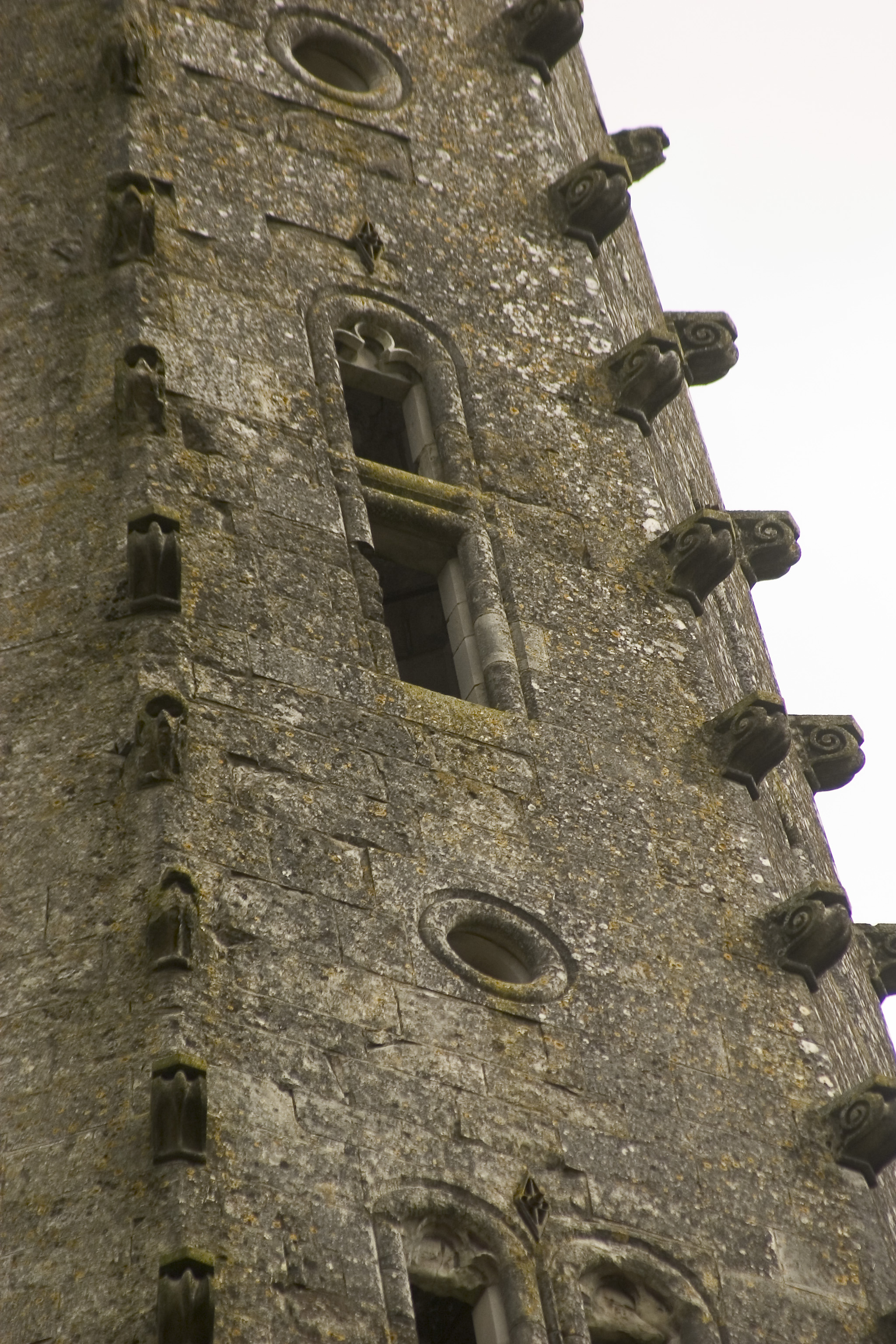